# Łyse (gromada)
Łyse – dawna gromada, czyli najmniejsza jednostka podziału terytorialnego Polskiej Rzeczypospolitej Ludowej w latach 1954–1972.
Gromady, z gromadzkimi radami narodowymi (GRN) jako organami władzy najniższego stopnia na wsi, funkcjonowały od reformy reorganizującej administrację wiejską przeprowadzonej jesienią 1954 do momentu ich zniesienia z dniem 1 stycznia 1973, tym samym wypierając organizację gminną w latach 1954–1972.
Gromadę Łyse z siedzibą GRN w Łysych utworzono – jako jedną z 8759 gromad – w powiecie kolneńskim w woj. białostockim, na mocy uchwały nr 17/V WRN w Białymstoku z dnia 4 października 1954. W skład jednostki weszły obszary dotychczasowych gromad Łyse, Dęby i Dawia oraz miejscowości Wiele Okrągły, Zagrzędzie, Nadsiastem i Górki z dotychczasowej gromady Wejdo ze zniesionej gminy Turośl oraz obszar dotychczasowej gromady Pupkowizna i kolonia Serafin z dotychczasowej gromady Serafin ze zniesionej gminy Turośl w tymże powiecie. Dla gromady ustalono 24 członków gromadzkiej rady narodowej.
29 lutego 1956 do gromady Łyse przyłączono część obszaru wsi Tyczek o powierzchni 43,38 ha stanowiącą kolonię Worek z gromady Dudy Puszczańskie w tymże powiecie.
1 stycznia 1958 do gromady Łyse przyłączono wieś Serafin i przyległy obszar lasów państwowych N-ctwa Lipniki ze zniesionej gromady Krusza.
31 grudnia 1959 do gromady Łyse przyłączono wieś Tyczek i kolonię Tyczek-Nosek oraz przyległy obszar lasów państwowych N-ctwa Lipniki o powierzchni ogólnej 125 ha ze zniesionej gromady Dudy Puszczańskie.
1 stycznia 1966 do gromady Łyse przyłączono wsie Plewki i Złota Góra ze zniesionej gromady Baba.
Gromada przetrwała do końca 1972 roku, czyli do kolejnej reformy gminnej. Z dniem 1 stycznia 1973 roku reaktywowano gminę Łyse.